# Рутерфурд
Рутерфурд (англ. Rutherfurd) — баронский род.
Именным Высочайшим Указом от 06.02.1777 российский торговый агент в Ливорно и Тоскане Роберт Ратерфурд возведён, с нисходящим его потомством, в баронское Российской Империи достоинство и 05.10.1777 жалован на означенное достоинство дипломом.
Роберт Ратерфорд (Robert Rutherfurd of Fairnington) родился 31 мая 1719 года и около 40 лет жил в Италии в Ливорно, где занимался торговлей. Сын Сэра Джона Ратерфорда (Sir John Rutherfurd of that Ilk and Edgeston; 1687—1764) и его первой жены Элизабет, дочери и наследницы Уильяма Кэрнкросса (William Cairncross of Wester Langlee). Умер 13 февраля 1794 года; имущество его наследовал его племянник. 

## Описание герба
Щит рассечён. В левой серебряной части с червленой каймой серебряный щит с лазуревый пятиконечной звездой, на нём вбок вправо сидят три чёрных орла. Справа в червленом поле накрест золотой жезл Меркурия и русский адмиралтейский флаг с косым андреевским крестом на серебряном фоне.
Над щитом бурлет лазуревого цвета, подбитый серебром. Нашлемник: сидящий чёрный орел вправо. Намёт лазуревый, подбит серебром. Девиз: «Nес sorte nес fato sed labore et ardore» серебряными литерами по лазоревой ленте.